# Kunmings tekniska universitet
Kunmings tekniska universitet eller Kunming University of Science and Technology (kinesiska: 昆明理工大学) är ett universitet i Kunming, huvudstaden över provinsen Yunnan i Kina. 
Kunmings tekniska universitet (eller KMUST) är ett av Kinas hundra bästa universitet och det största samt enda polytekniska universitetet inom Yunnanprovinsen. Det består av 27 fakulteter med 3 900 anställda. Universitetet erbjuder över 300 kandidat-, magister- och doktorandprogram  inom teknik, naturvetenskap, förvaltning, ekonomi, medicin, juridik, konst, filosofi, lantbruk och utbildningsvetenskap. 2005 belönade det kinesiska utbildningsdepartementet universitetet som det första "utmärkta" universitetet i Yunnanprovinsen för dess grundprogram.